# Đồ họa chuyển động
Các sản phẩm đồ họa chuyển động (motion graphics) là những sản phẩm footage hoặc hoạt hình kỹ thuật số tạo ra ảo giác về chuyển động hoặc luân chuyển/quay (rotation), và thường được kết hợp với âm thanh để sử dụng trong các dự án đa phương tiện. Các sản phẩm này thường được hiển thị thông qua công nghệ truyền thông điện tử, nhưng cũng có thể được hiển thị thông qua công nghệ thủ công được hỗ trợ bằng máy (ví dụ như thaumatrope, phenakistoscope, stroboscope, zoetrope, praxinoscope, sách lật (flip book). Thuật ngữ phân biệt với những thứ có sự xuất hiện biến đổi theo thời gian ở chỗ vẫn còn hình vẽ đồ họa, mà không quá định rõ dạng thức. Trong khi bất kỳ dạng hoạt hình thể nghiệm hoặc trừu tượng nào đều có thể gọi là đồ họa chuyển động, thuật ngữ này thường đề cập một cách rõ ràng hơn đến các ứng dụng thương mại của phim hoạt hình và hiệu ứng cho video, phim ảnh và truyền hình.

## Phạm vi thuật ngữ
Đồ họa chuyển động mở rộng ra ngoài các phương pháp thường được sử dụng nhất của những đoạn phim và hoạt hình theo phương pháp frame-by-frame. Đồ họa chuyển động có thể được phân biệt với hoạt hình thông thường ở chỗ chúng không quá bám chặt vào nhân vật hoặc dựa nhiều vào cốt truyện, và thường đại diện cho các hình dạng và dạng thức hoạt họa trừu tượng như logo hoặc các yếu tố của logo.

## Lịch sử thuật ngữ
Vì chưa có định nghĩa nào của đồ họa chuyển động được chấp nhận một cách phổ biến, sự khởi đầu chính thức của hình thức nghệ thuật này vẫn đang còn là dấu hỏi. Đã có những phần trình chiếu có thể phân loại vào hình thức đồ họa chuyển động sớm nhất vào khoảng những năm 1800. Michael Betancourt đã viết bản khảo sát có chiều sâu đầu tiên mang tính lịch sử về lĩnh vực này, lập luận cho nền tảng của nó trong âm nhạc thị giác và những bộ phim trừu tượng lịch sử vào thập niên 1920 bởi Walther Ruttmann, Hans Richter, Viking Eggeling và Oskar Fischinger.
Lịch sử của đồ họa chuyển động liên quan chặt chẽ với lịch sử của đồ họa máy tính, khi những sự phát triển mới của máy tính tạo ra các tác phẩm đồ họa, dẫn đến việc sử dụng rộng rãi trong thiết kế chuyển động không dựa trên loại hình hoạt hình quang học. Thuật ngữ đồ họa chuyển động bắt nguồn với các chỉnh sửa video kỹ thuật số trong việc sử dụng máy tính, có lẽ để bắt kịp với công nghệ mới hơn. Các sản phẩm đồ họa cho truyền hình ban đầu được gọi là "thiết kế truyền thông" (broadcast design).
Một trong những người đầu tiên sử dụng thuật ngữ "đồ họa chuyển động" là chuyên viên làm chuyển động John Whitney, người vào năm 1960 thành lập một công ty gọi là Motion Graphics Inc.
Saul Bass là một người tiên phong quan trọng trong sự phát triển của các phân cảnh tiêu đề của phim truyện. Tác phẩm của ông bao gồm các phân cảnh tiêu đề cho các bộ phim nổi tiếng như The Man With The Golden Arm (1955), Vertigo (1958), Anatomy of a Murder (1959), North by Northwest (1959), Psycho (1960) và Advise & Consent (1962). Các thiết kế của ông đơn giản, nhưng truyền đạt một cách hiệu quả tâm trạng của bộ phim.

## Đồ họa chuyển động do máy tính tạo ra
Trước khi máy tính được phổ biến rộng rãi, đồ họa chuyển động được thực hiện rất tốn kém và tốn thời gian, những điều hạn chế việc sử dụng chúng trong lĩnh vực làm phim và sản xuất truyền hình có kinh phí cao. Máy tính bắt đầu được sử dụng sớm nhất là vào cuối những năm 1960 với các siêu máy tính có khả năng kết xuất (render) đồ họa thô. John Whitney và Charles Csuri có thể được coi là những người tiên phong đầu tiên của hoạt hình có sự hỗ trợ của máy tính.
Vào cuối thập niên 1980 cho đến giữa thập niên 1990, các hệ thống đồ họa độc quyền đắt tiền như những hệ thống từ công ty Quantel của Anh khá phổ biến trong nhiều đài truyền hình. Các hệ thống máy trạm của Quantel như Hal, Henry, Harry, Mirage và Paintbox là tiêu chuẩn của đồ họa truyền thông thời điểm này. Nhiều hệ thống đồ họa thời gian thực khác đã được sử dụng như Ampex ADO, Abekas và K-Scope cho các hiệu ứng video kỹ thuật số trực tiếp. Các hệ thống máy tính xử lý đối tượng ba chiều độc quyền ban đầu cũng được phát triển đặc biệt cho thiết kế truyền thông, như Bosch FGS-4000, được sử dụng trong video ca nhạc của ca khúc "Money for Nothing" của Dire Straits. Sự ra đời của máy tính để bàn mạnh mẽ hơn chạy Photoshop vào giữa những năm 90 đã làm giảm chi phí cho sản xuất đồ họa kỹ thuật số một cách mãnh liệt. Với chi phí sản xuất đồ họa chuyển động trên một chiếc máy tính được giảm đi, lĩnh vực này đã có những ứng dụng rộng rãi hơn. Với sự sẵn có của các chương trình trong máy tính như Adobe After Effects, Discreet Combustion và Apple Motion, đồ họa chuyển động ngày càng trở nên dễ tiếp cận hơn. Các máy chạy chữ (character generator) hiện đại từ Aston Broadcast Systems và Chyron Corporation có kết hợp với đồ họa chuyển động.
Thuật ngữ "đồ họa chuyển động" đã trở nên phổ biến bởi cuốn sách chỉ dẫn cách sử dụng Adobe After Effects của Trish và Chris Meyer, mang tên Creating Motion Graphics. Đây là khởi đầu của các ứng dụng máy tính để bàn mà chuyên về sản xuất video, nhưng không phải là các chương trình chỉnh sửa hoặc tạo dựng đối tượng ba chiều. Các chương trình mới này tập hợp các công cụ tạo hiệu ứng đặc biệt, compositing và chỉnh sửa màu sắc cùng nhau, và chủ yếu đến từ công đoạn chỉnh sửa và xử lý đối tượng ba chiều trong quá trình sản xuất. Khái niệm "ở giữa" này của đồ họa chuyển động và phong cách hoạt họa của sản phẩm là lý do cho việc đôi khi nó được đề cập đến như một mảng của 2.5D.
Đồ họa chuyển động tiếp tục phát triển như là một hình thức nghệ thuật với sự kết hợp của các đường dẫn máy quay lướt qua và các đối tượng ba chiều. Phần mềm CINEMA 4D của Maxon được công nhận bởi việc dễ sử dụng, có các plugin như MoGraph và tích hợp được với Adobe After Effects. Mặc dù tương đối phức tạp, các phần mềm Maya và 3D Studio Max của Autodesk được sử dụng rộng rãi cho các lĩnh vực hoạt hình và thiết kế đồ họa chuyển động, khi Maya và 3D Studio, mà sử dụng hệ thống hạt theo điểm nút (node-based particle system) tương tự như plugin Thinking Particles của Cinema 4D. Cũng có một số gói phần mềm khác được viết bằng mã nguồn mở, được tăng thêm nhiều tính năng và điểm mạnh để sử dụng trong một chu trình công việc đồ họa chuyển động, trong khi Blender tích hợp nhiều chức năng của các đối tác thương mại của mình.
Nhiều người làm chuyển động trong lĩnh vực đồ họa chuyển động học một vài gói phần mềm đồ họa ba chiều để sử dụng theo thế mạnh của mỗi chương trình. Mặc dù nhiều xu hướng trong đồ họa chuyển động có xu hướng dựa vào khả năng của một phần mềm cụ thể, phần mềm chỉ là một công cụ mà nhà thiết kế truyền thông sử dụng trong khi mang lại tầm nhìn vào cuộc sống.
Có khuynh hướng nhiều từ các kỹ thuật như collage hoặc pastiche, đồ họa chuyển động cũng đã bắt đầu tích hợp nhiều kỹ thuật hoạt hình truyền thống, bao gồm hoạt hình stop-motion, hoạt hình cel hoặc kết hợp cả hai.

## Hệ thống hạt
Một trong những công cụ đồ họa chuyển động phổ biến nhất là một hệ thống hạt: một công nghệ đồ họa chuyển động được sử dụng để tạo ra nhiều yếu tố hoạt hình. Loại hoạt hình này thường được gọi là hoạt hình theo thủ tục (procedural animation). Một hệ thống hạt có sẵn như một plug-in, một phần mềm riêng lẻ, hoặc được bao gồm như một phần tích hợp của một gói phần mềm đồ họa chuyển động. Hạt ở đây là các điểm trong không gian ba chiều hoặc hai chiều, có thể được đại diện bởi một loạt các trạm và các đối tượng động như một quả cầu ánh sáng, một video clip, hoặc một tập của văn bản, cùng những thứ khác. Các hạt được tạo ra bởi một nguồn phát hạt và có thể được phát ra với số lượng nhỏ hoặc tới hàng ngàn hạt, tùy thuộc vào dự án. Trong số các vật khác, một nguồn phát hạt có thể ở hình thức của một điểm duy nhất, một đường, một lưới, một mặt phẳng hoặc một đối tượng như một khối hộp hoặc khối cầu, mặc dù nó cũng có thể sử dụng một đối tượng tùy chỉnh để phục vụ cho một nguồn phát, chẳng hạn như một logo, mà ví dụ, có thể phát nổ, tan chảy, hoặc biến thành cát bụi. Một hệ thống hạt phổ biến cho đồ họa chuyển động là Particular của Trapcode.
Các ví dụ khác của các cá nhân các hạt bao gồm một quả cầu mờ có thể được sử dụng với số lượng lớn để tạo ra khói hay sương mù và một video clip của một người có thể được nhân bản để tạo ra một cảnh đám đông. Các hạt có thể được phát ra như một đối tượng duy nhất, mặc dù nó thường được sử dụng với số lượng lớn, chẳng hạn như khi tạo khói hoặc mưa. Chúng được kiểm soát bởi các lực có định hướng, gió và trọng lực được mô phỏng, các đối tượng được thiết kế để thu hút hoặc đẩy lùi. Các thuộc tính có thể điều khiển khác có thể bao gồm những thứ như thay đổi màu sắc, kích thước, hoặc độ trong suốt. Tùy thuộc vào hệ thống, người ta cũng có thể kết hợp nhiều bộ phát đồng thời, chẳng hạn như khi mô phỏng một vụ nổ kết hợp cháy, khói và các mảnh vụn bay. Trong một hệ thống mô phỏng ba chiều tiên tiến, các hạt có thể được sử dụng để kiểm soát một nhân vật hoạt hình có khớp nối, một ví dụ dễ nhận biết là các chiến binh trong các phân cảnh trận chiến của bộ phim Chúa tể của những chiếc nhẫn.

## Hoạt hình
Các yếu tố của một dự án đồ họa chuyển động có thể được hoạt hình bằng các phương tiện khác nhau, tùy thuộc vào khả năng của phần mềm. Những yếu tố này có thể dưới hình thức nghệ thuật, văn bản, hình ảnh, video clip cùng nhiều thứ khác. Hình thức phổ biến nhất của phim hoạt hình là keyframing, trong đó thuộc tính của một đối tượng có thể được quy định tại một vài điểm nhất định theo thời gian bằng cách thiết lập một loạt các keyframe, vì vậy mà các thuộc tính của đối tượng có thể được tự động thay đổi (hoặc được en:tweening, tức là có thêm các khung hình trung gian giữa các hành động để tạo ra ảo giác về chuyển động một cách mượt mà) trong các khung hình nằm giữa các keyframe. Một phương pháp khác bao gồm một hệ thống các hành vi như được tìm thấy trong Apple Motion kiểm soát những thay đổi này bằng cách mô phỏng các lực tự nhiên mà không cần phương pháp keyframing cứng nhắc nhưng rõ ràng hơn. Các phương pháp khác gần đây liên quan đến việc sử dụng các hàm hoặc đoạn mã lệnh, chẳng hạn như các hàm và đoạn mã trong Adobe After Effects hoặc việc tạo ra các đoạn ActionScript trong Adobe Flash. Các máy tính có khả năng tính toán và thay đổi một cách ngẫu nhiên trong hình ảnh để tạo ra ảo giác về chuyển động và biến đổi. Các bộ phim hoạt hình máy tính có thể sử dụng ít không gian thông tin (bộ nhớ máy tính) hơn bằng việc tweening tự động, một quá trình kết xuất các điểm nút chính của một hình ảnh tại một thời điểm được quy định hoặc được tính toán. Các dáng chính (key pose) hoặc khung hình này thường được gọi là các khung hình chính (keyframe) hoặc các CP thấp. Adobe Flash sử dụng thuật toán tweening hoạt hình máy tính cũng như hoạt hình và video frame-by-frame.

## Các nghệ sĩ thiết kế chuyển động
- Saul Bass
- John Whitney[3]
- Maurice Binder
- Stan Brakhage
- Robert Abel (người làm chuyển động)
- Kyle Cooper
- Pablo Ferro
- Oskar Fischinger
- Martin Lambie-Nairn
- Len Lye
- Norman McLaren
- R. Scott Miller
- MK12
- Rhizomatiks

## Các studio thiết kế chuyển động mang tính đột phá thời điểm đầu
- Charlex[8][9]
- Aerodrome[10]
- Broadway Video
- Rushes Postproduction
- Sogitech[11]
- Robert Abel and Associates[12]
- Marks & Marks
- Pacific Data Images
- Pittard Sullivan[13]
- Japan Computer Graphics Lab
- Cranston/Csuri Productions

## Các bộ phần mềm thiết kế chuyển động và compositing kỹ thuật số
Kể từ khi thiết kế chuyển động được tạo ra sử dụng hình ảnh và chuỗi video, một công cụ bổ sung là một gói phần mềm xử lý đồ họa ba chiều. Cinema 4D được sử dụng rộng rãi vì tính trực quan trong giao diện, xuất hình ảnh theo lớp cho Adobe After Effects và môđun MoGraph bổ sung, nhưng cũng có các gói phần mềm khác. Những gói như vậy có thể tạo ra các hình ảnh hoặc đoạn video có kênh alpha, trong đó lưu trữ tất cả các thông tin về sự trong suốt.
Các ứng dụng thiết kế chuyển động bao gồm:
- Adobe After Effects
- Eyeon Fusion
- Nuke
- Autodesk Combustion
- Apple Motion/Shake
- Max/MSP
- Quartz Composer của Apple
- Các phần mềm VJ khác nhau
- Moho của Smith Micro Software
- Adobe Flash
- Natron

Các phần mềm đồ họa ba chiều sử dụng trong đồ họa chuyển động bao gồm:
- Maxon Cinema 4D
- Softimage XSI
- Autodesk 3d Studio Max
- Autodesk Maya
- NewTek Lightwave
- e-on Vue Infinite
- Blender của The Blender Foundation
- Electric Image Animation System của EI Technology Group

Plug-in về đồ họa chuyển động bao gồm:
- Magic Bullet - Red Giant Software
- The Foundry Visionmongers